# Camillo Acqua
Camillo Acqua (ur. 1863 – zm. 1936) – włoski entomolog, specjalizujący się w jedwabnictwie.
C. Aqua urodził się 30 sierpnia 1863 w Velletri, niedaleko Rzymu. Był dyrektorem l’Instituto Bacologico (pl. Instytut Jedwabnictwa) w Portici, w pobliżu Neapolu. Następnie pracował w Stazione Sperimentale di Gelsicoltura e Bachicoltura (pl Stacja Doświadczalna Uprawy Morw i Hodowli Jedwabników) w Ascoli Piceno. Zmarł w tym mieście, 25 marca 1936 roku.
Napisał wiele prac na temat jedwabnictwa. Do najbardziej znanych należy "Il bombice del gelso: nello stato normale e patologico, nella tecnica dell'allevamento e della riproduzione (industria della preparazione del seme bachi)", wydana w 1930 roku przez Giuseppe Cesariego.